# 금신로 (의정부시)
금신로(金新路, Geumsin-ro)는 의정부시 금오동 금오사거리에서 신곡동 장암주공삼거리를 잇는 동일로의 우회도로이다. 명칭은 금오동의 '금', 신곡동의 '신'에서 유래하였다.

## 역사
- 1991년 : 신곡고가차도 완공으로 인하여 금오사거리 ~ 장암주공삼거리 구간 4차로로 개통

## 주요 경유지
경기도
- 의정부시

## 구간
장암주공삼거리 ~ 신곡고가차도 ~ 의정부백병원 ~ 금신교차로 ~ 금오사거리

## 기타사항
출퇴근 시간 때 의정부백병원 앞 사거리를 중심으로 정체가 심한 편이다.